# Picea chihuahuana
Picea chihuahuana är en tallväxtart som beskrevs av Maximino Martinez. Picea chihuahuana ingår i släktet granar, och familjen tallväxter. IUCN kategoriserar arten globalt som starkt hotad. Inga underarter finns listade i Catalogue of Life.

## Bildgalleri

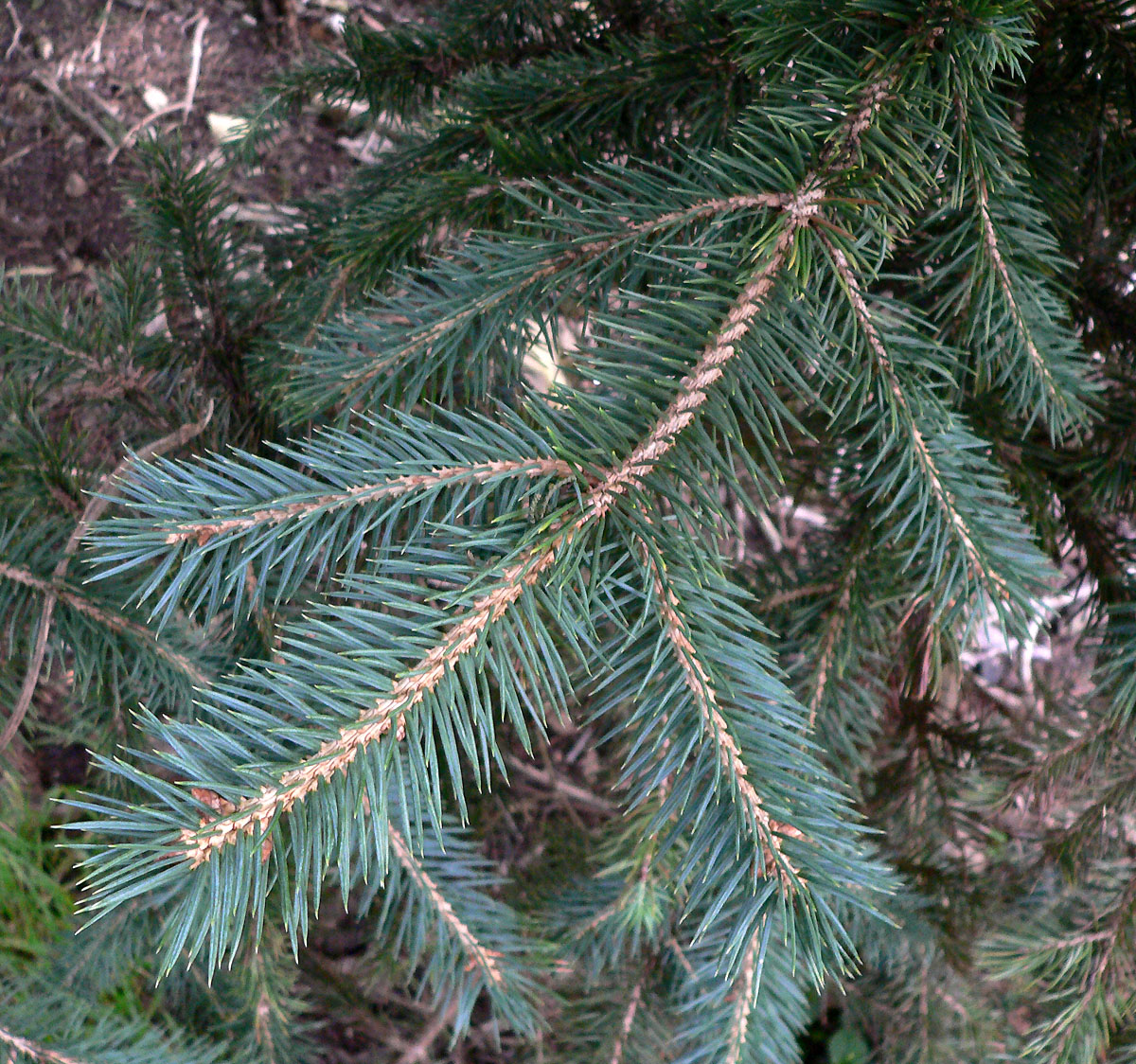
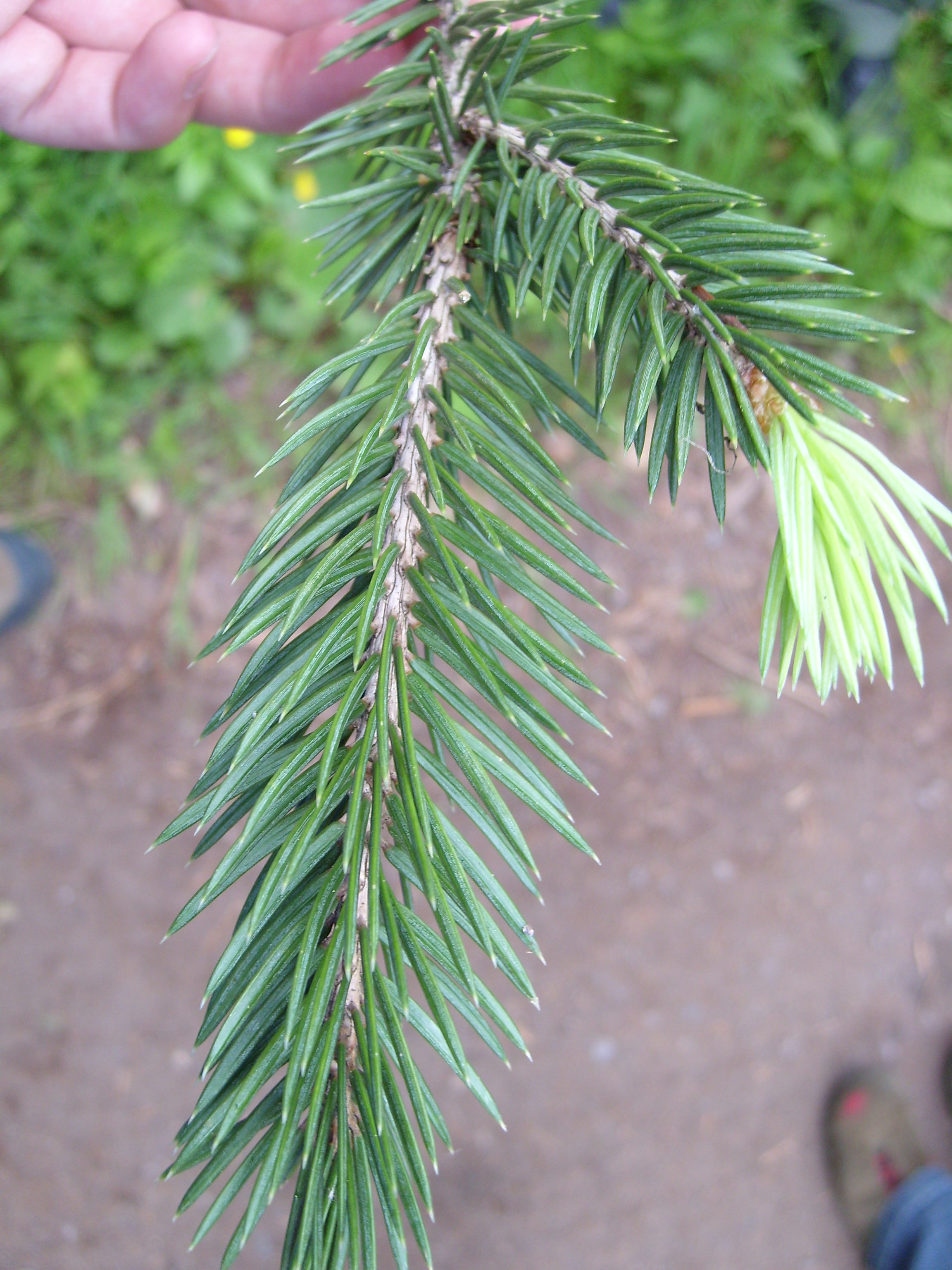
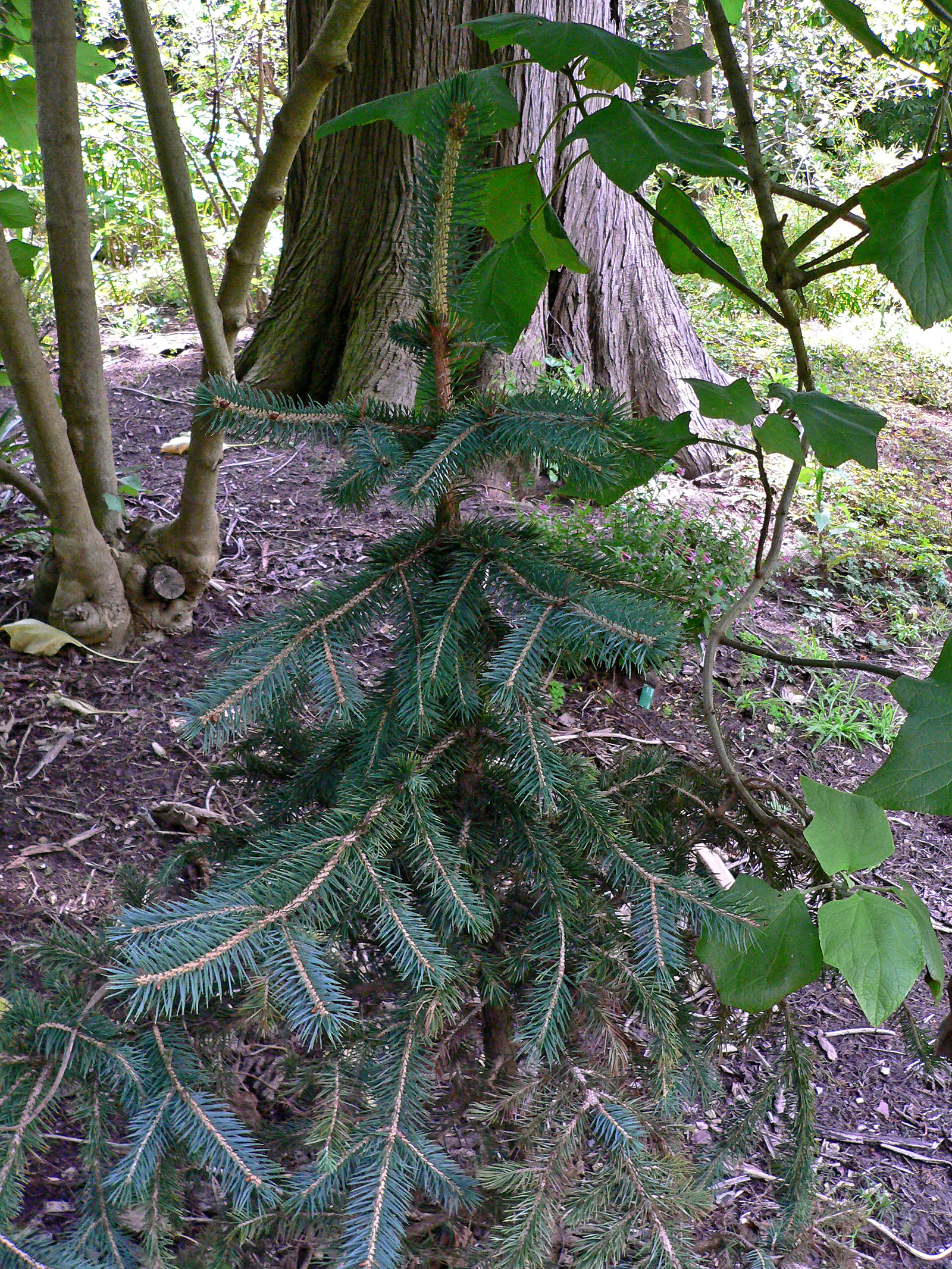
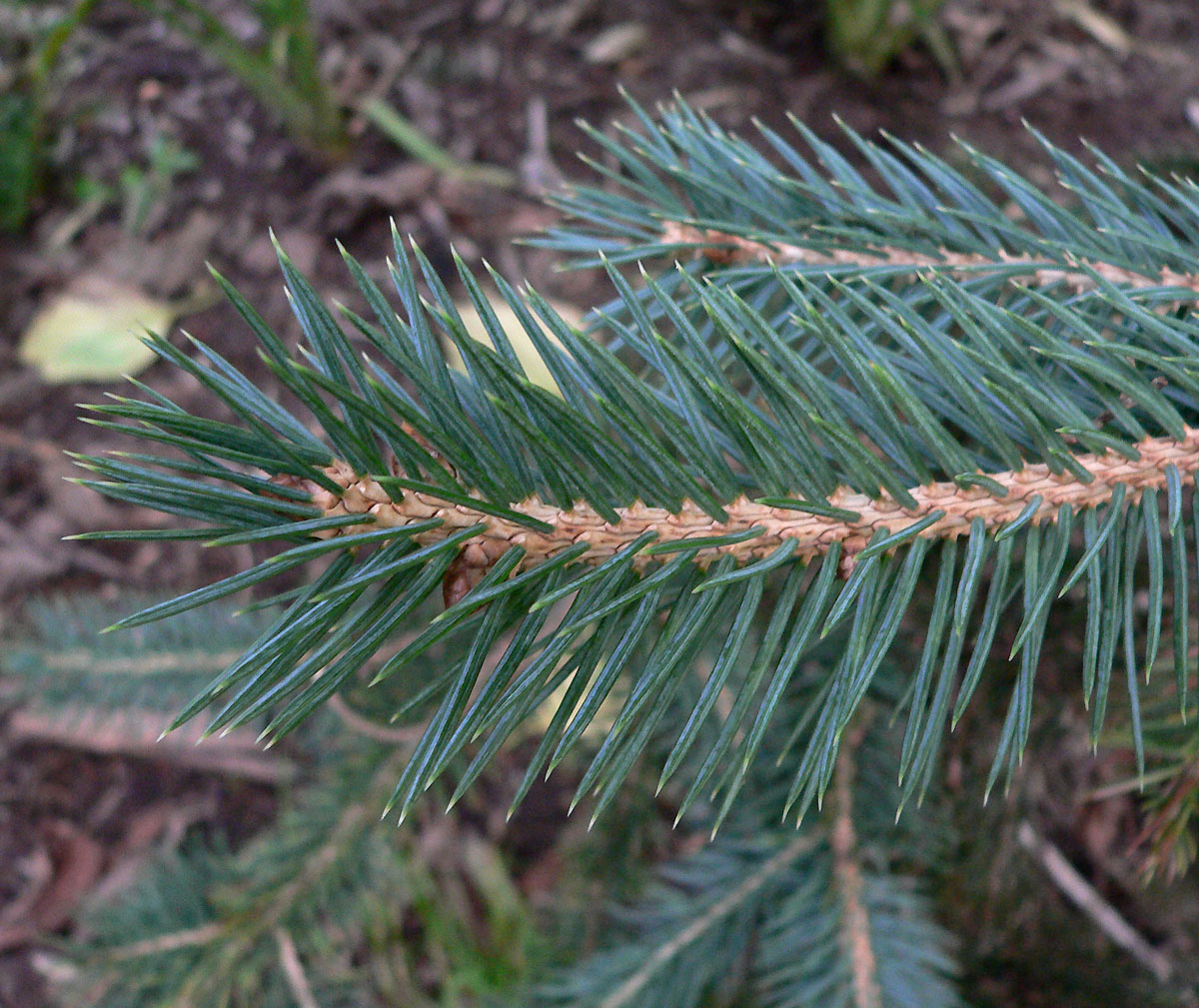
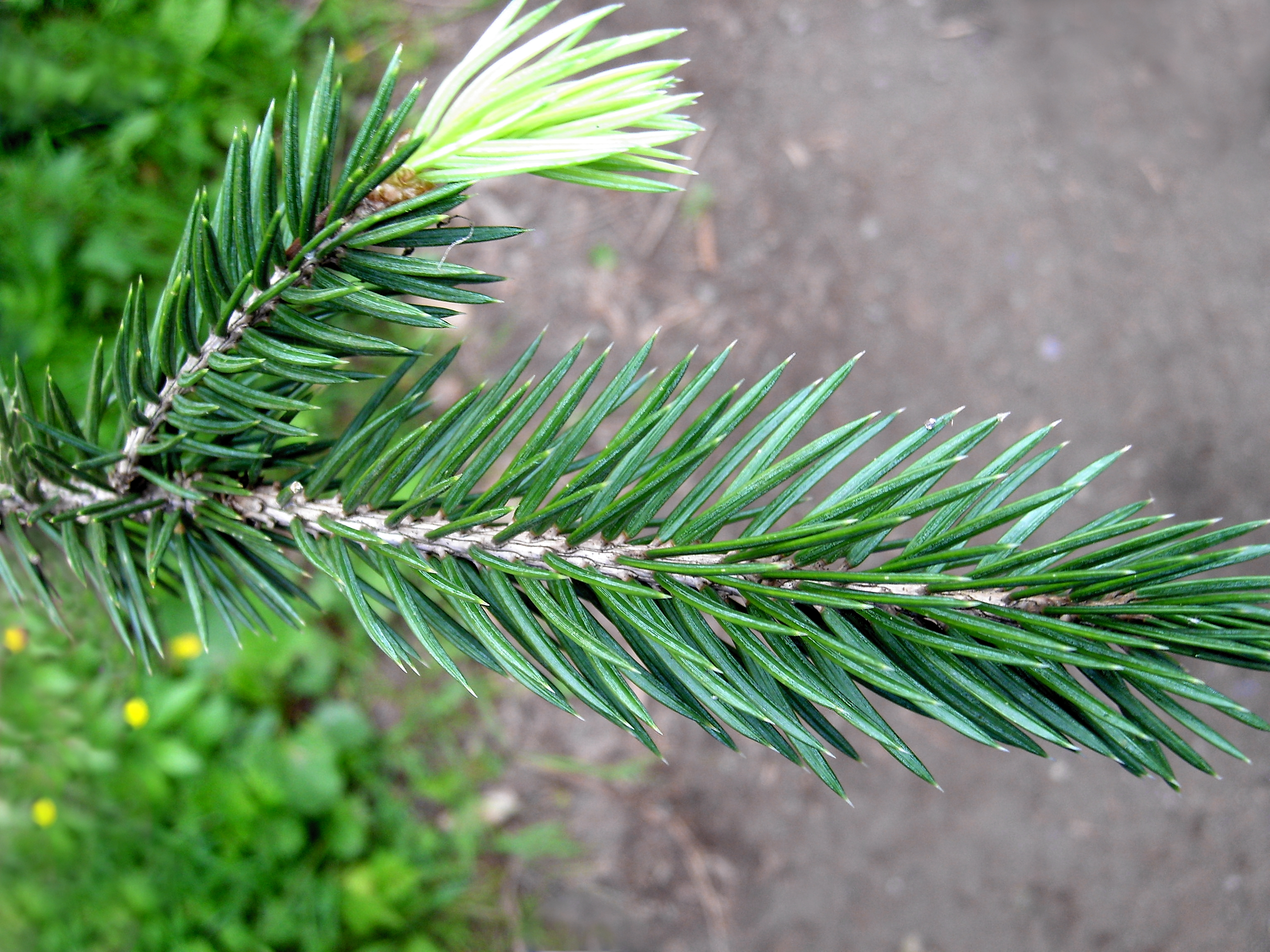
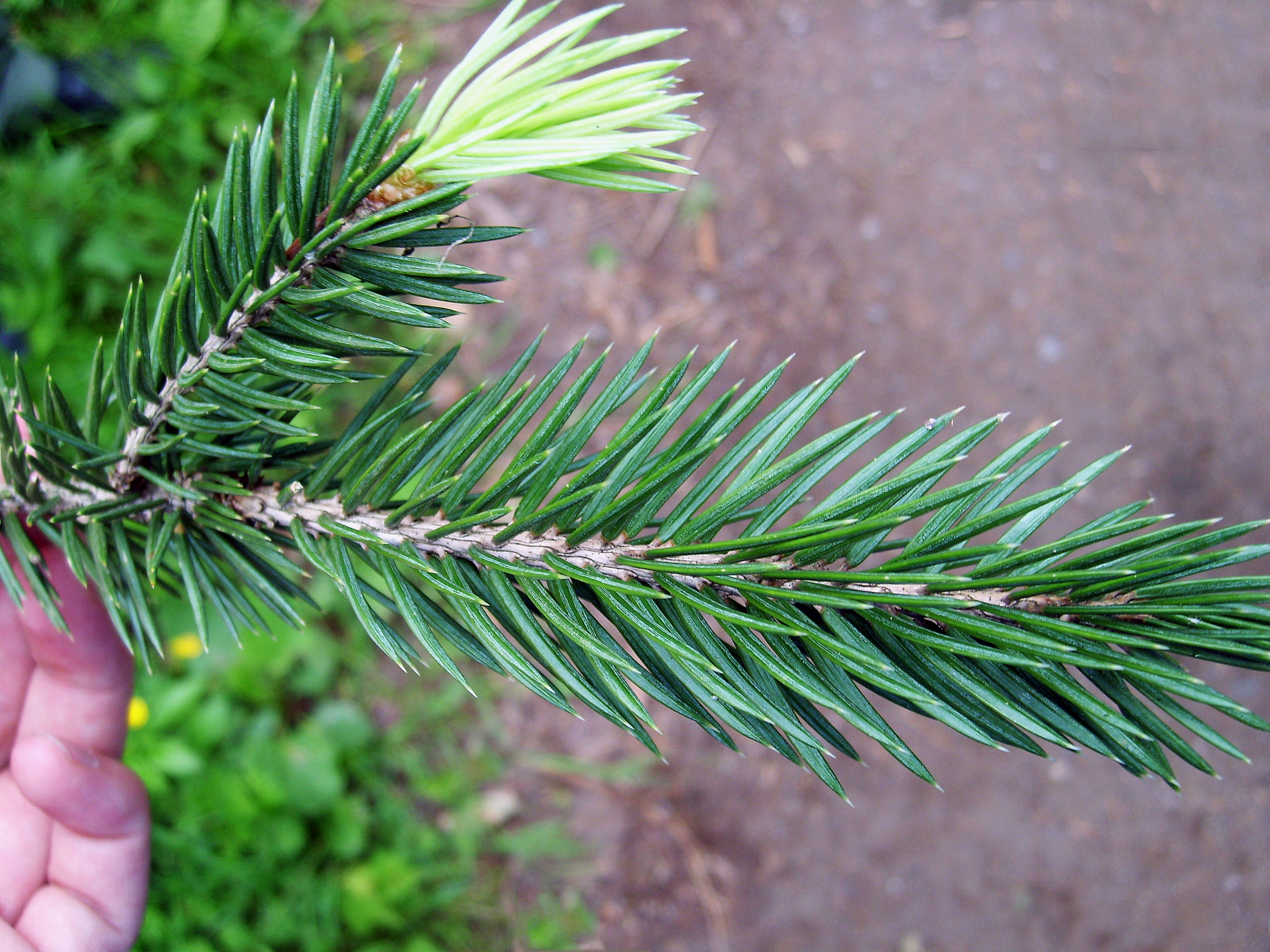